# 伊豆・三津シーパラダイス
伊豆・三津シーパラダイス（いず・みとシーパラダイス）は、静岡県沼津市にある水族館。西武グループの伊豆箱根鉄道が運営している。1930年に中之島水族館として開業した。1941年に三津天然水族館に改称。1977年に現在の伊豆・三津シーパラダイスとなった。
2015年現在、日本で2番目に歴史の長い水族館である（1位は富山県魚津市にある魚津水族館）。

## 特徴
日本で初めてバンドウイルカやセイウチ、ラッコの飼育を行ったことで知られる。ラッコに関しては日本で初めて繁殖に成功し、1985年に日本動物園水族館協会(JAZA)の繁殖賞を受賞した。イルカショーも有名であり、「イルカの海」でバンドウイルカ・カマイルカ・オキゴンドウによるショーが行われた後、隣接の「海獣の広場」でカリフォルニアアシカ・トド・カマイルカによるショーがオムニバス形式で行われている。ゴムボートでもイルカと触れ合える。
1972年（三津天然水族館時代）から水産庁の「オットセイ飼育研究試験場」を受託しており、園内のオットセイ研究飼育舎でキタオットセイを窓越しで見ることができるが、彼らの名前は通し番号である。
古くからセイウチも飼育されており、2005年頃までは入口にセイウチの模型が置かれていた。しかし2003年頃までに飼育されていたセイウチが死亡したため、2004年に雌の二頭「シルク」「スノー」と2006年に一頭（「元気（オス）」）搬入されている。
繁忙期を除いて無料で移動水族館を実施している。
ジンベエザメやミンククジラの飼育もかつて手がけ、世界的にも貴重な実績を残している。
過去にシャチも計3頭飼育されていた。最初のシャチは紀伊半島沖で1986年に捕獲したが1988年に死亡となり、1995年にヤマト（オス）が外国の水族館から搬入され、1997年にはアスカ（メス）が紀伊半島沖で捕獲され搬入された。しかし2000年10月にヤマトが、2007年9月19日にはアスカが死亡したため、2016年現在飼育されていない。アスカ死亡の時点で、日本でシャチが飼育されているのは鴨川シーワールド（千葉県鴨川市）と太地町立くじらの博物館（和歌山県東牟婁郡太地町）のみとなった。 死因については、小さな異物を誤飲した物が肺に留まったことで吸引性肺炎を発症し、それに伴う免疫低下の合併症による敗血症であると同年12月にプレスリリースで公表されている。近隣のあわしまマリンパークなどでも過去にイルカが駿河湾内に漂着していた異物を誤飲して死亡した事例がある。

## 主なイベント
- 2001年7月から2004年5月31日まで、吉本興業プロデュースによる「お笑いアシカショー」（構成：桝本壮志）が催されていた。当初は大変人気となり、朝の情報番組などで全国に紹介された。ショーに出演していた芸人のうち2名が卒業後にカズ&アイを結成した。
- 2004年の夏休み期間中にさかなクンによるトークショーが「海獣の広場」で催され、以後例年開催されるようになった。

## マスコットキャラクター
マスコットキャラクターは「うちっちー」。2014年春に近隣の沼津市立内浦小学校の校内学習での提案がきっかけで誕生した。同園で飼育されているセイウチがモデルで、名前の由来は同園がある内浦の「うち」と、地元の方言で"自分たち"を意味する「うちっち」と、セイウチの「うち」を掛けている。着ぐるみも制作されており(現在は二代目)、園内のみならず各種イベントにも出張を行っている。

## 三津船舶（湾内周遊航路）
昭和40年代より園内（三津港）と沼津港間の航路が伊豆箱根鉄道により設けられ、近隣の淡島や西浦湾の長井崎を周遊する「三津湾内めぐり」として運航されていた。2002年までに同社の西伊豆航路は全廃されたため、三津湾周遊航路を管轄する三津船舶営業所は同社唯一の海上船舶事業となっていたが、2016年4月運航を終了した。

### 龍宮丸
1985年に26代目の龍宮丸（定員250名・全長27.2m）が進水し、2008年初夏まで就役した。1998年夏季シーズン期までは園内と沼津港間を定期運航していたが廃止され、それ以降は「三津湾内めぐり」として運航されていた。1999年から2005年3月までの6年余りに亘って長井崎に接岸していたフローティングレストラン・スカンジナビアに寄港する経路であったが、スカンジナビア営業終了に伴いルートを変更し、当初の周遊航路となっている。退役後は西伊豆航路の「こばるとあろー」と同様に海外へ売却された。

### チャッピー
2008年7月19日から、（26代目）龍宮丸に代わり、中型船「チャッピー」（総トン数 69.0 トン、FRP船、ディーゼル機関 605馬力、速力 10 ノット、定員 150 人）が三津湾内めぐりに就航した。1995年に建造され、近鉄志摩観光汽船（志摩マリンレジャー）の「鳥羽湾めぐり」に使われていた船体「チャッピー」を購入したものである。外観は「鳥羽湾めぐり」時代と全く同一である。2014年12月1日から2015年3月31日の運休期間を経た後、2016年4月16日をもって運航を終了した。

運航終了後の「チャッピー」は、ハウステンボスが所有しており、2016年7月16日より「フリッパー」という新しい名で大村湾の遊覧クルーズ船として運航されている。

## 系列の水族館
伊豆・三津シーパラダイスは、西武グループの企業である伊豆箱根鉄道の運営のため、系列水族館のポスターを相互に掲示しており、年間パスポート所有者は横浜・八景島シーパラダイスと箱根園水族館で、入園などの割引を受けることが出来る。
横浜・八景島シーパラダイス（横浜市金沢区）1993年4月の八景島シーパラダイスのオープン時にハナゴンドウのスバル（♂）が移転した。
箱根園水族館（神奈川県足柄下郡箱根町）海水館で使われる海水は、毎日当園で汲み上げたものを1日2回、専用タンクローリーを使用して輸送されている。
アクアパーク品川（東京都港区）1994年に、当園で孵化したケープペンギンが飼育されている。

## 概歴
- 1930年 - 「中之島水族館」が開業[1]。日本で5番目に開業した水族館であった。日本で初めてハンドウイルカの飼育を開始。
- 1934年 - ジンベイザメ（体長5メートル）を飼育[1]。
- 1941年3月20日 - 経営が現在の伊豆箱根鉄道に委譲され、「三津天然水族館」と改称[1]。
- 1956年 - 日本で初めてイルカのジャンプを発表[1]。
- 1977年5月3日 - 新装開業を機に「伊豆・三津シーパラダイス」に改名[1]。建物は清家清の設計で、1979年にBCS賞を受賞している。日本で初めてセイウチを飼育を開始。
- 1982年 - 日本で初めてラッコの飼育を開始。
- 1995年 - シャチの「ヤマト」（♂）が外国の水族館より搬入される。
- 2000年 - 飼育していたシャチの「ヤマト」が死亡する。
- 2002年8月 - オウサマペンギンの孵化に成功。
- 2003年8月 - オウサマペンギン孵化。
- 2004年10月14日 - ハンドウイルカが出産。
- 2005年8月 - オウサマペンギン孵化。
- 2005年12月 - おたる水族館から当時16歳の雌のラッコ（トマト）を譲り受ける。
- 2007年7月1日 - 「くらげ万華鏡水槽」・「駿河湾再発見水槽」オープン[12]。
- 2007年7月 - ウェブサイトをリニューアル。
- 2007年9月19日 - 飼育していたシャチのアスカ（♀）が死亡。
- 2008年2月3日 - オキゴンドウのブルート死亡。
- 2008年7月1日 - 三津湾内めぐり遊覧船に「チャッピー」就航[12]。
- 2015年5月10日 - 「展望レストラン かもめ」営業終了[13]。中之島水族館の3年前に開館したマリンピア松島水族館が閉館し、日本で2番目に古い水族館[4]となる。
- 2016年1月8日 - ケープペンギンのヒナが生まれる[14]。
- 2016年4月16日 - 遊覧船「チャッピー」運航終了[9]。
- 2016年7月1日 - リニューアルオープン
- 2017年7月15日 - 川の生態系展示エリア「イズリバ」オープン[15]
- 2019年7月27日 - ペンギンの新展示エリア「ペンパラ」オープン
- 2019年12月14日 - 新キッズコーナー「あじっこパラダイス」オープン[16]
- 2021年7月17日 - 飼育員の秘密の隠れ家「みとしーラボ」オープン[17]

## 飼育している生き物

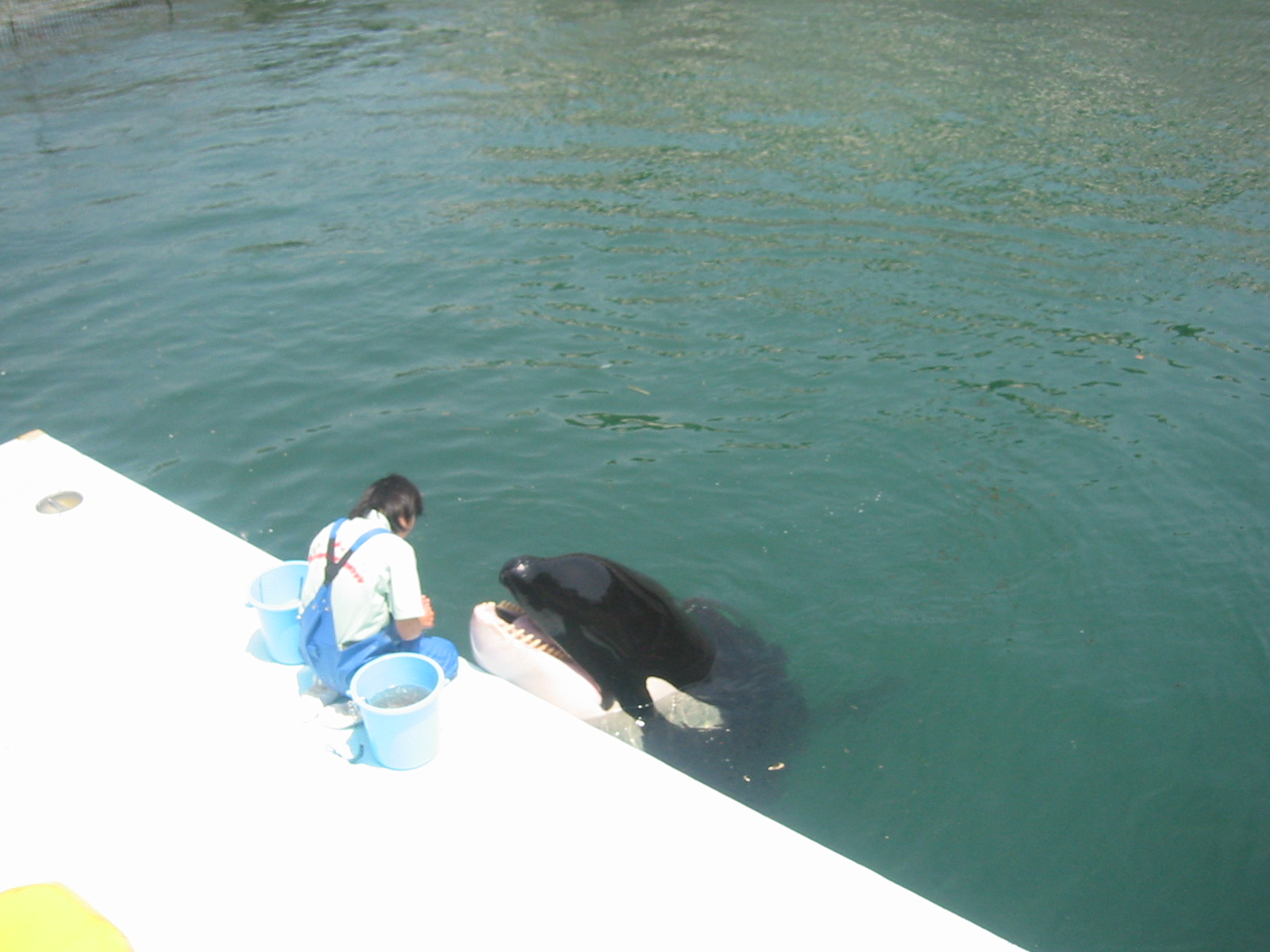
シャチのアスカと飼育員（シャチの海）（2007年7月27日撮影）

伊豆・三津シーパラダイスで飼育している主な生き物と、その展示場所は、以下の通り。なお、「（数字）」は、動物取扱業者登録（登録番号:227106138、登録年月日:2007年（平成19年）2月28日）による。
イルカの海ハンドウイルカ(15)、オキゴンドウ（2008年2月3日のブルート死亡により、2025年現在飼育されていない）
ラッコ館ラッコ（2010年3月20日のソラ死亡により、2016年現在飼育されていない）オウサマペンギン(7)、イワトビペンギン(3)
海獣の広場カリフォルニアアシカ(11)、トド、カマイルカ(8)
シャチメモリアルプールシャチ（2007年のアスカ死亡により、2016年現在飼育されていない）現在は鴨川シーワールド、名古屋港水族館、神戸須磨シーワールドの3館である。
　売店内でシャチ「アスカ」メモリアルコーナーが設置され、写真が展示されている。
海獣の国アザラシ、オタリア、セイウチ(3)
オットセイの海キタオットセイ、ゴマフアザラシ(5)
魚の国40トン水槽で駿河湾の約400種の魚介を飼育
ケープペンギン(9)、フンボルトペンギン(18)、チリーフラミンゴ(3)
アオウミガメ(3)、アカウミガメ(1)

## ギャラリー

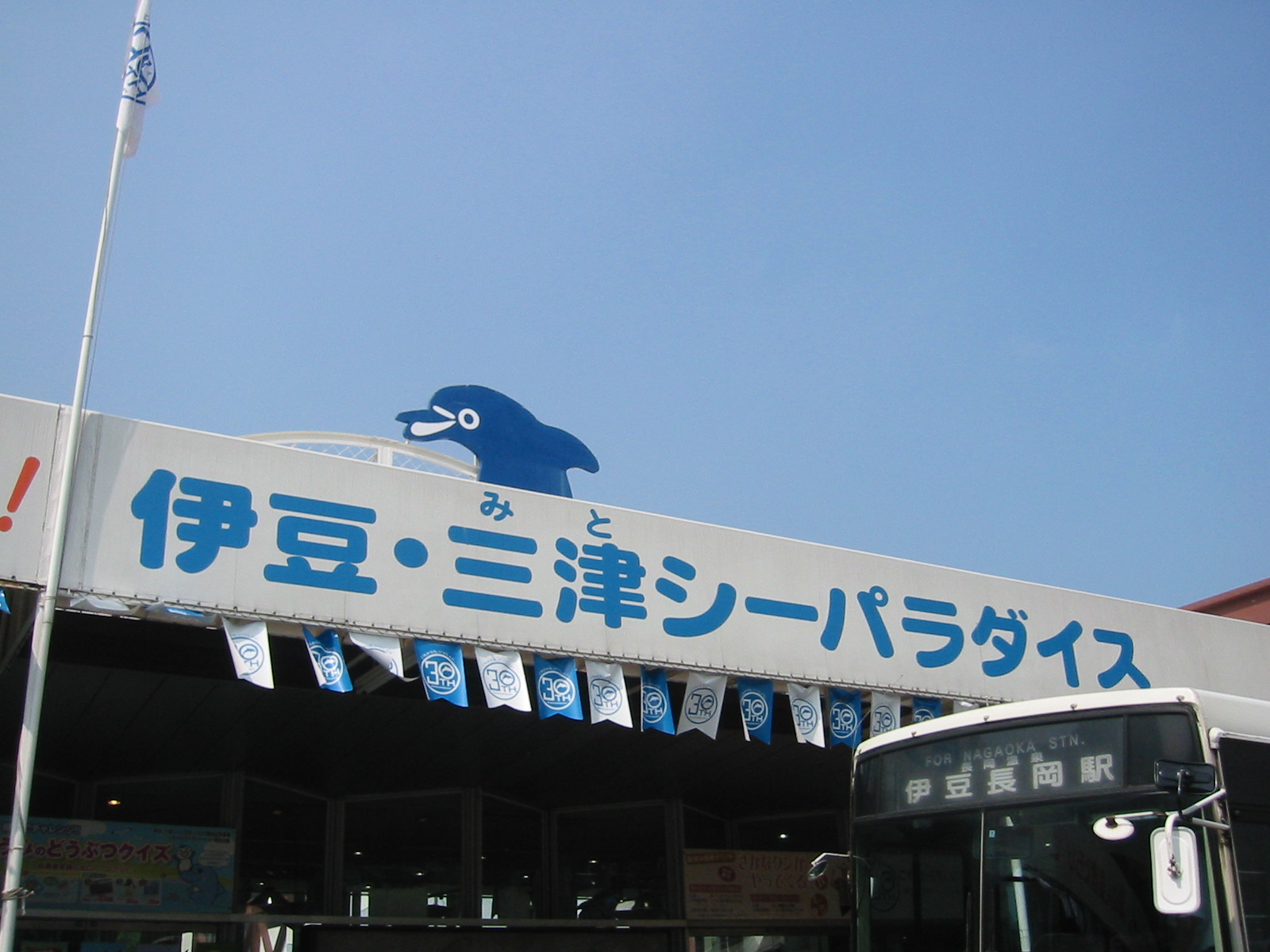
入口
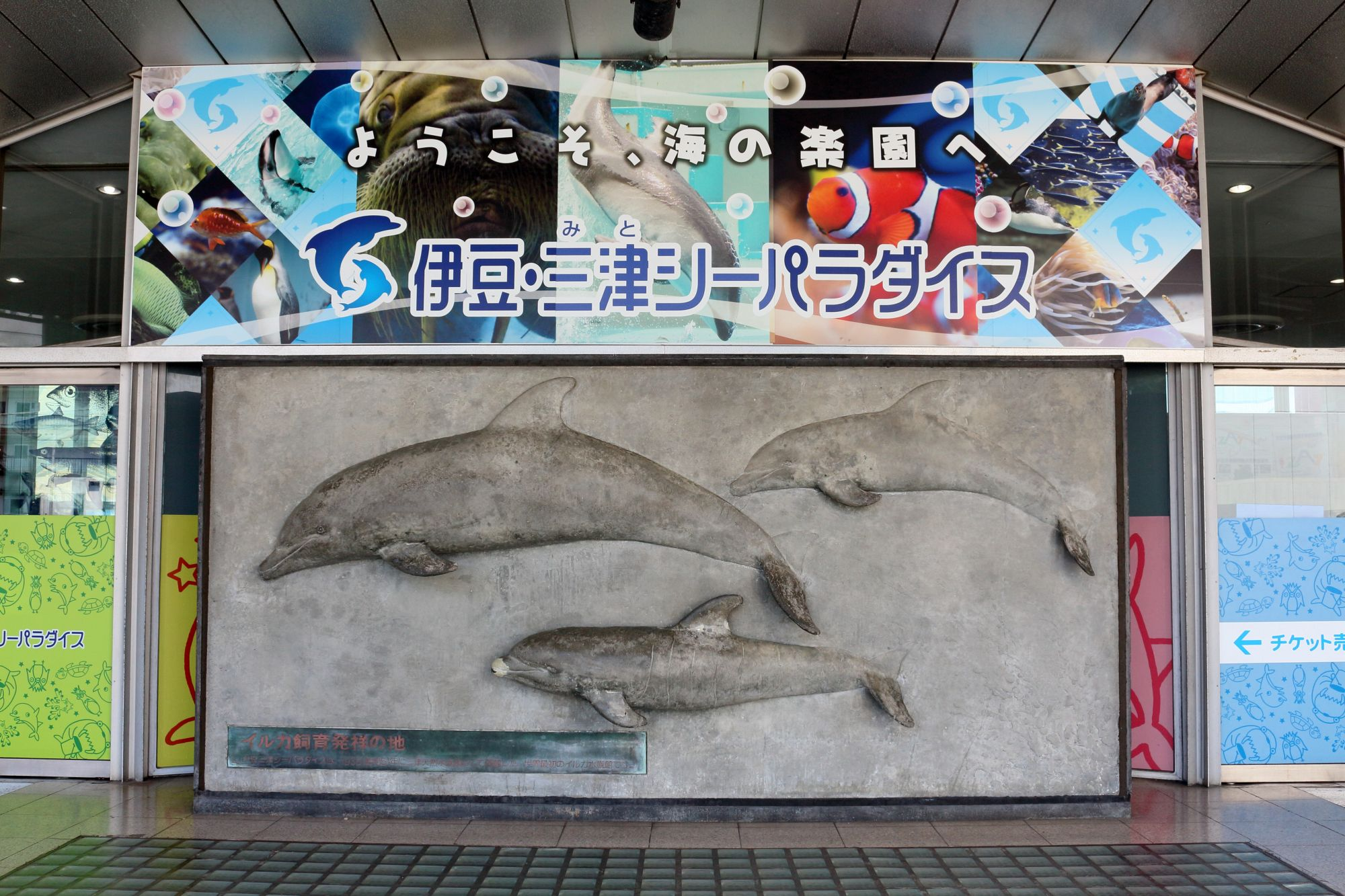
記念碑
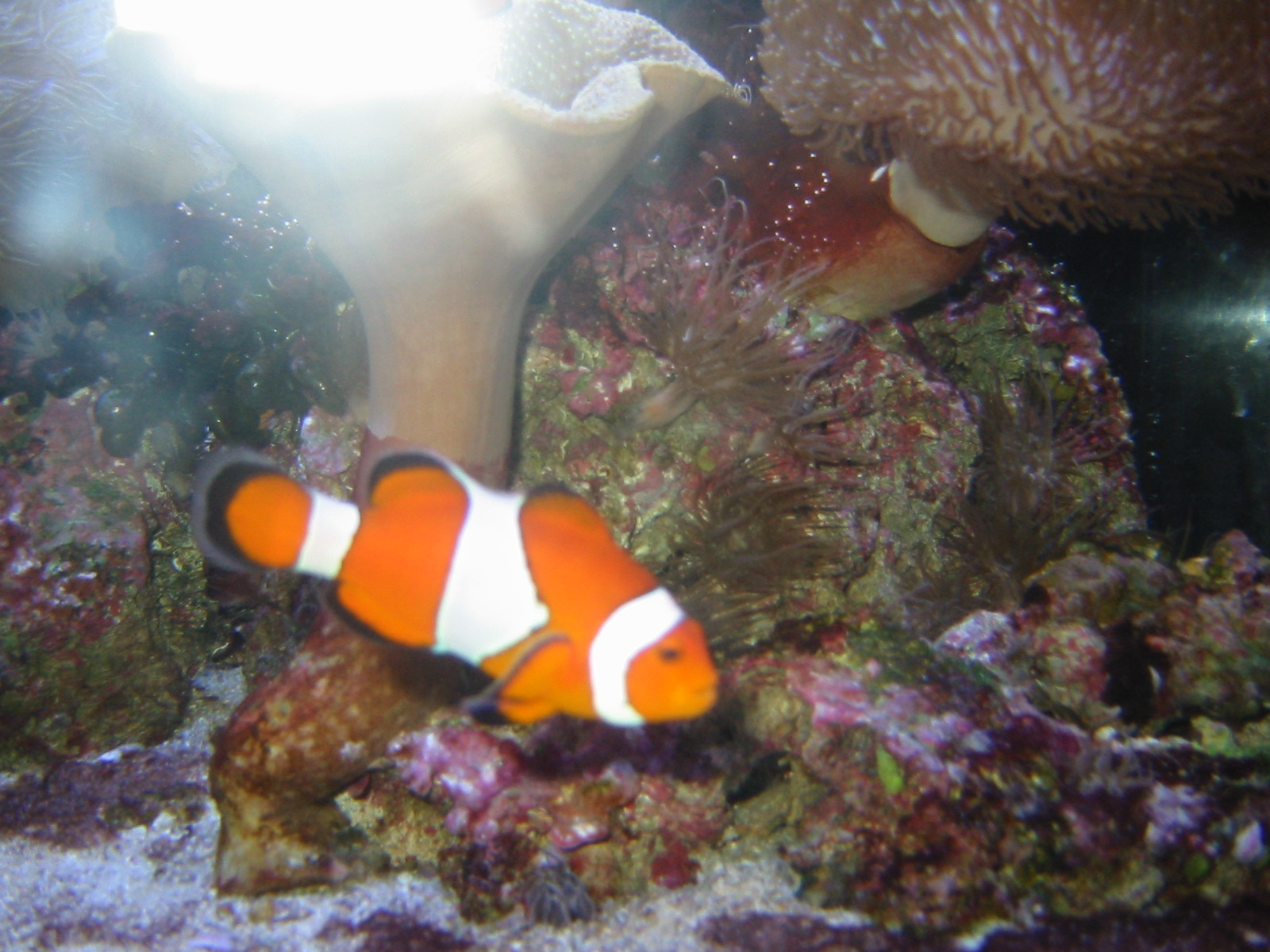
カクレクマノミ
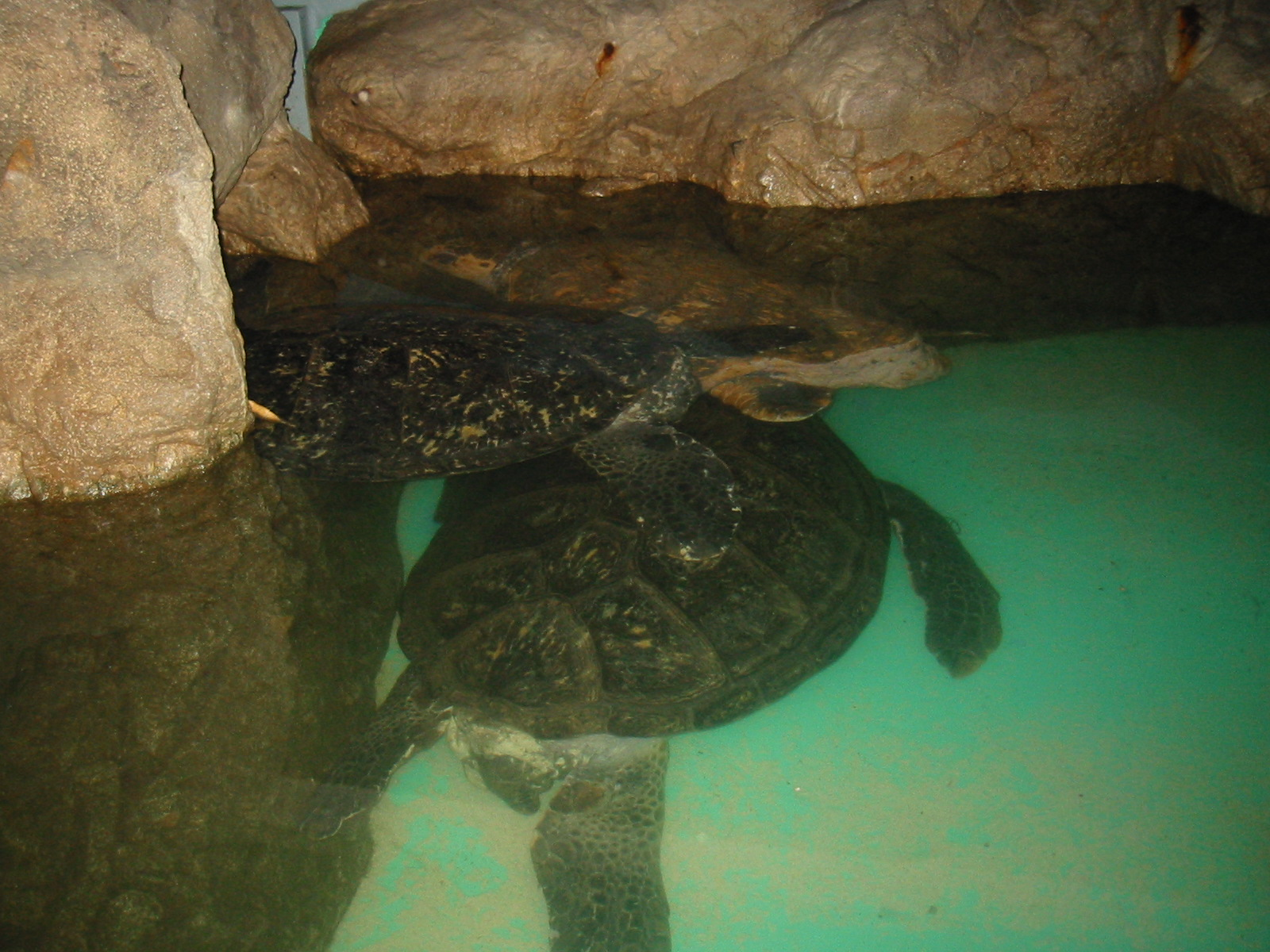
ウミガメ
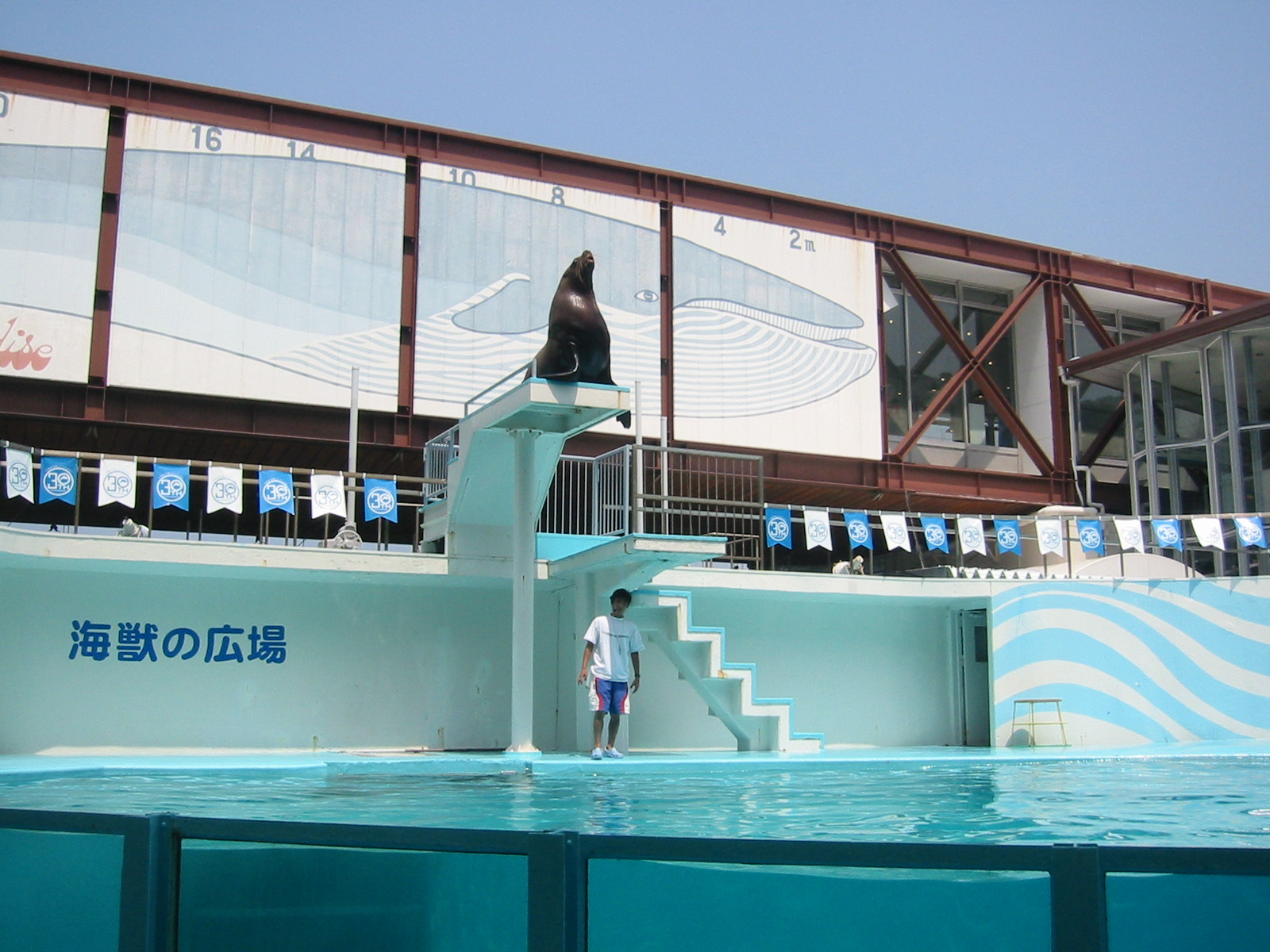
トドショー
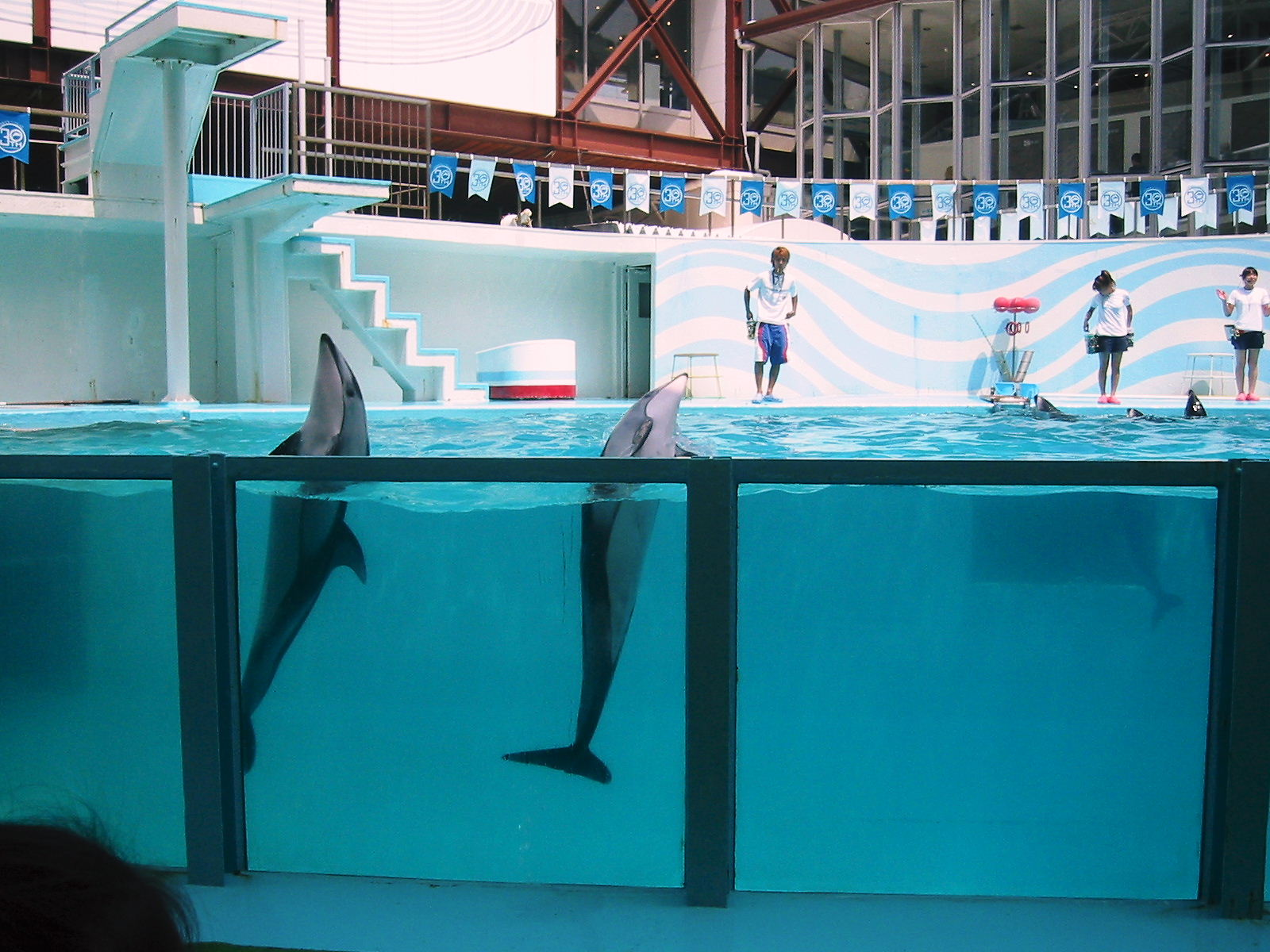
バンドウイルカショー
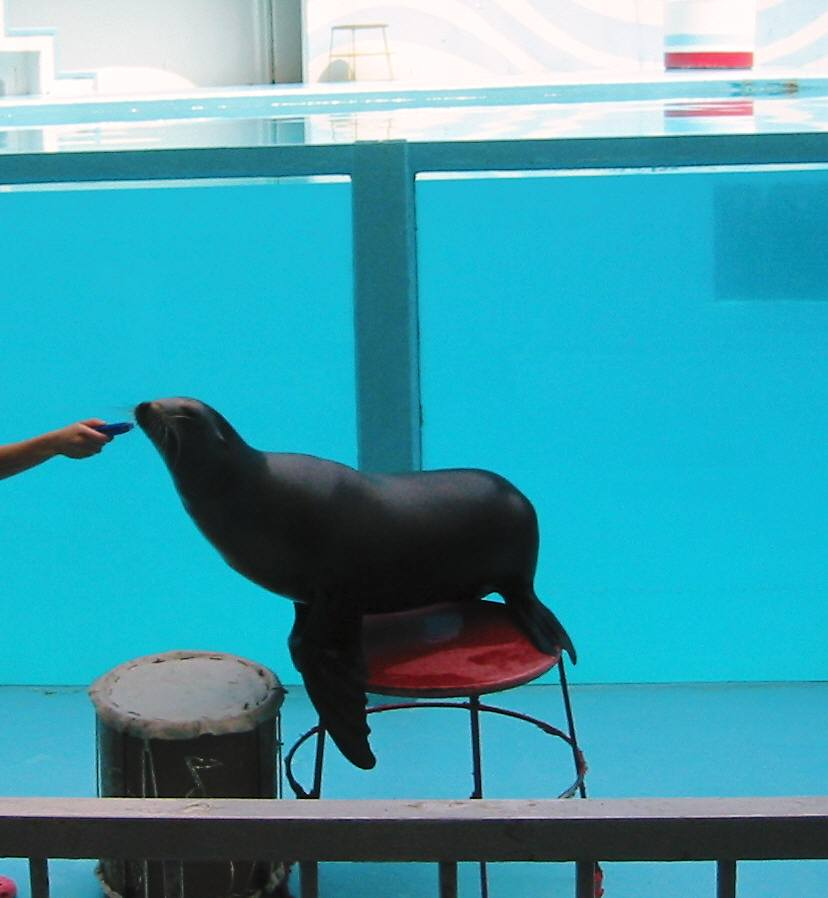
アシカショー
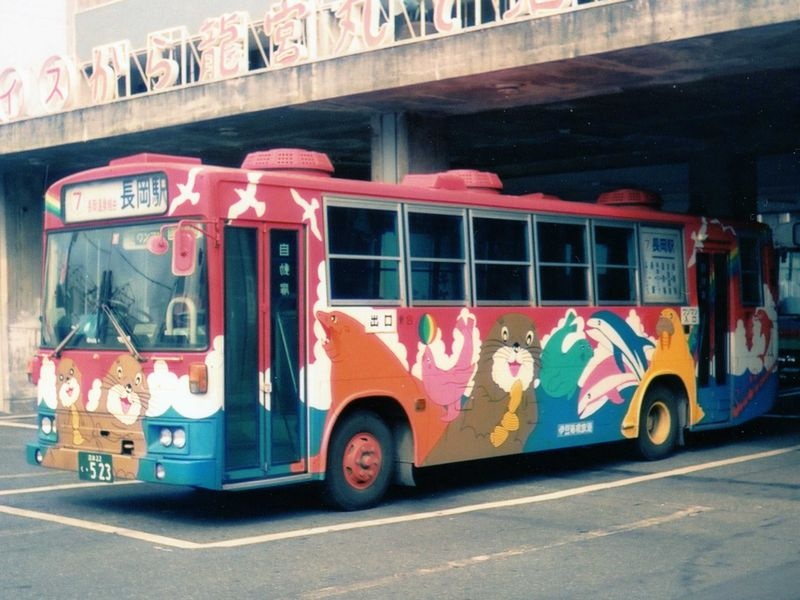
伊豆長岡駅からの路線バスには特別塗装の車両が運用される（初代車両）
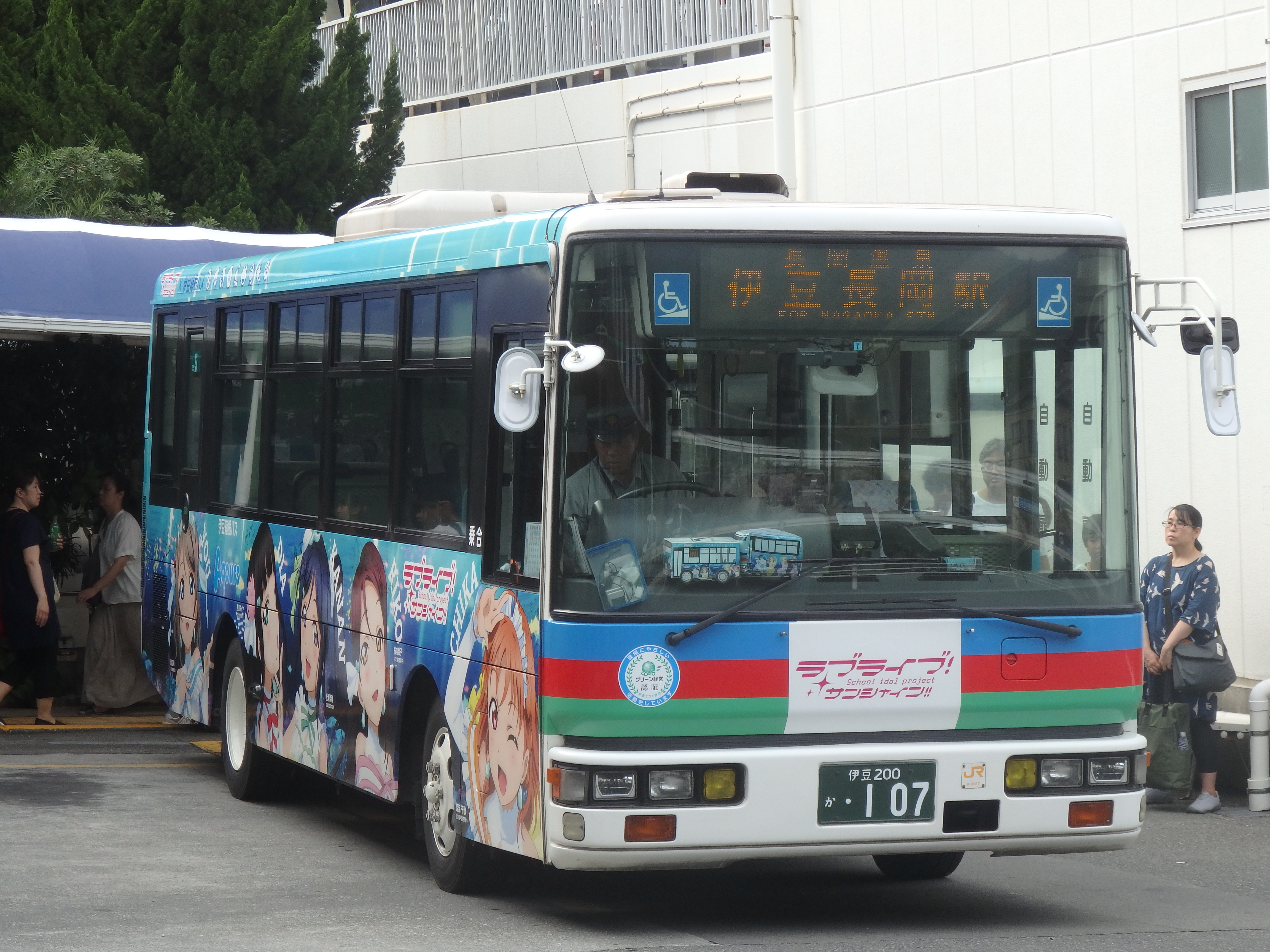
ラブライブ!サンシャイン!!ラッピングバス(初代1号車)

## 交通アクセス
- シーパラダイスは静岡県道17号沼津土肥線沿いに立地している。立体駐車場が隣接されているが、混雑するシーズン期には臨時駐車場が設けられ、一部臨時駐車場(三の浦観光案内所)とは無料のシャトルバスが運行されている。
- 伊豆箱根鉄道駿豆線伊豆長岡駅からシーパラダイス入口まで伊豆箱根バスによる路線バスが運行されている。概ね30～60分間隔の運行(5月大型連休・お盆の時期は増発あり)で、所要時間は約25分。1980年代後半からは当館の宣伝も兼ねた特別塗装の車両を運行しており、2018年10月現在は、『ラブライブ!サンシャイン!!』ラッピングバスが特別塗装に相当する車両として運行している（1号車にはAqoursとともにマスコットのうちっちーも描かれている）。伊豆箱根鉄道からのセット券も販売されている。
- シーパラダイス立体駐車場前の県道沿いに東海バスの「伊豆三津シーパラダイス前」バス停留所があり、江梨・木負・戸田線で沼津駅南口や沼津市街・あわしまマリンパーク前などから向かうこともできる。こちらも概ね30～60分間隔の運行で、沼津駅からの所要時間は約40分だが、混雑する時期は県道17号線や国道414号線などの渋滞により遅れることも多い。また、こちらもバス乗車券とのパックが販売されている。
- 近接する三津港から千鳥観光汽船による不定期航路がある。夏季に運航されるのは三津〜大瀬〜沼津港間で、それ以外は竜宮丸と同じ湾内巡りか、大瀬祭り（例年4月4日）時の運航、チャーター船による三津〜沼津港・大瀬の運航となる。